# Chu Văn Uyển
Chu Văn Uyển là một tướng lĩnh của phong trào Tây Sơn trong lịch sử Việt Nam.

## Hành trạng
Chu Văn Uyển tham gia nghĩa quân Tây Sơn, ban đầu ông giữ chức Đô ty sau thăng dần đến chức Đô đốc, ngoài ra Chu Văn Uyển còn giữ chức Tuần kiểm Bắc Thành. Chức Tuần kiểm là một chức vụ có nhiệm vụ kiểm tra, thanh sát trông quân đội.
Chu Văn Uyển tham gia vào các trận đánh bình đình Bắc Hà dưới quyền Tiết chế Vũ Văn Nhậm và Tư mã Ngô Văn Sở. Ông cũng tham gia trận Ngọc Hồi-Đống Đa, đánh thắng quân Thanh. Sau đó cùng với các tướng Vũ Văn Dũng, Nguyễn Văn Tuyết, dưới quyền Trấn thủ Bắc Thành Phan Văn Lân đánh dẹp dư đảng nhà Hậu Lê. Đáng kể là các chiến dịch đánh lại Hoàng Văn Đồng, Nông Văn Tấn và Lê Duy Chi. Thời gian này ông giữ chức Trấn thủ (Đốc trấn) Cao Bằng với tên là Chu Văn Uyển theo nghiên cứu Quân Thanh vào Thăng Long của Lê Duy Chính.
Chu Văn Uyển có tham gia vào phái đoàn đi sứ nhà Thanh.

## Kết cục
Cũng như nhiều tướng lĩnh Tây Sơn khác, số phận về sau của ông không rõ. Tên tuổi của ông được ghi trong các sách sử như Cương Mục, Đại Nam Thực Lục, Lê Quý Kỷ sự và các nghiên cứu của Lê Duy Chính về nhà Tây Sơn.